# استفنی لاپوانت
استفنی لاپوانت (فرانسوی: Stéphanie Lapointe‎؛ زادهٔ ۲۶ مارس ۱۹۸۴) موسیقی‌دان، ترانه‌سرا، خواننده، هنرپیشه اهل کانادا است. وی دانش‌آموختۀ علوم انسانی است و از سال ۲۰۰۵ میلادی تاکنون مشغول فعالیت بوده‌است.
از فیلم‌ها یا مجموعه‌های تلویزیونی که وی در آن‌ها نقش داشته‌است، می‌توان به  لیورپول  اشاره نمود.